# Quero

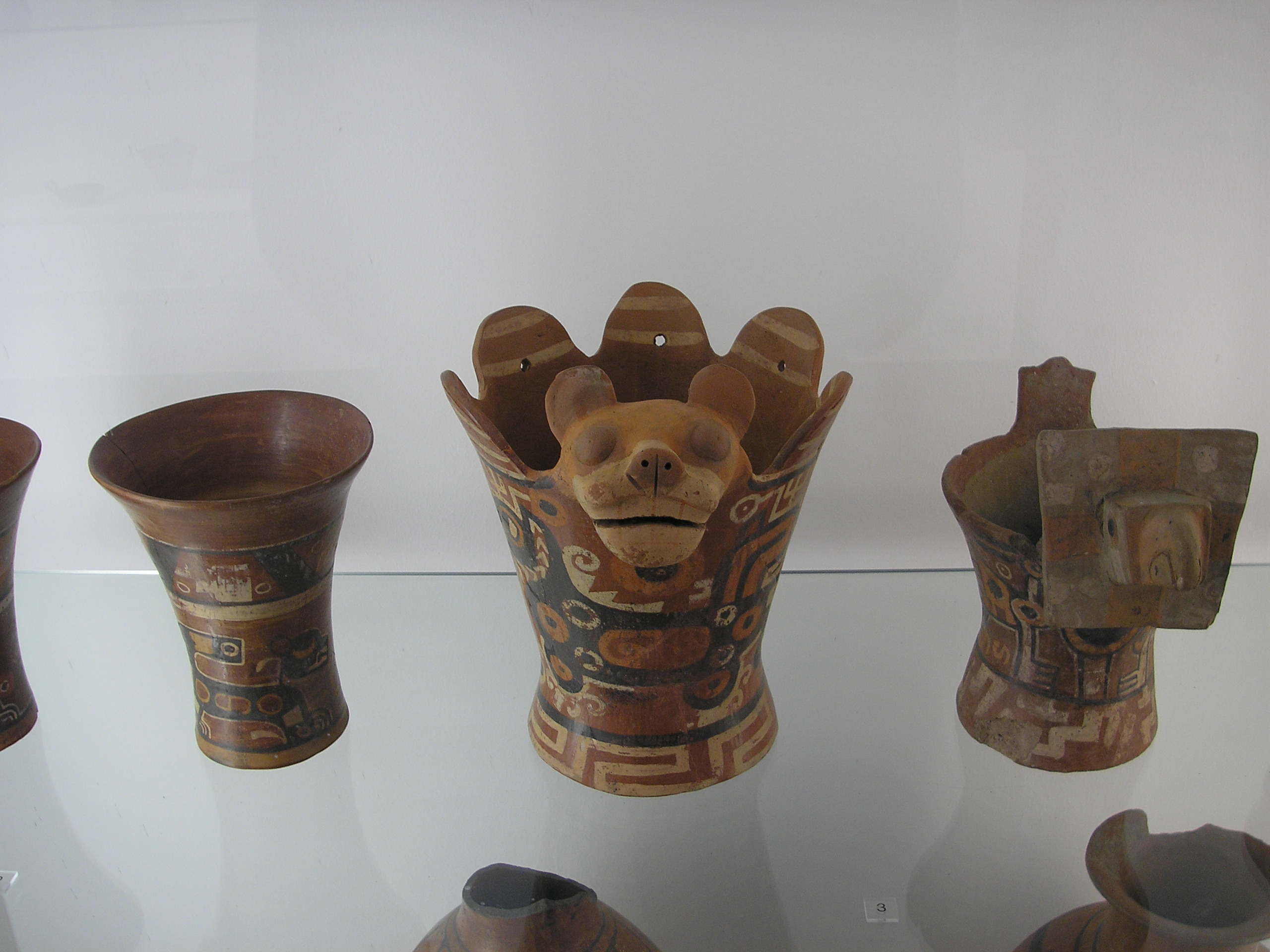
Queros en el Museumszentrum Berlin-Dahlem.

Un quero (del quechua: qiru ‘quero, vaso de madera para tomar chicha’, acepción a su vez derivada de la de ‘madera’; a veces escrito en español como kero) es un vaso ceremonial típico de varias culturas surandinas, habitualmente realizado en madera, con forma troncocónica y más ancho por la boca que por la base. En documentos del siglo XIX se denominaban también como «bebedor de palo»,[cita requerida] «vaso de palo»[cita requerida] y «cáliz de madera».[cita requerida] En los Andes prehispánicos eran principalmente usados para contener la chicha de jora. Pueden ser de madera, cerámica, plata u oro. Fueron utilizados tradicionalmente en fiestas en los Andes.
Los qirus estaban decorados en la primera capa con un patrón superficial sobre la copa. Después, el patrón era rellenado con una mezcla durable, resistente al agua, de la resina de la planta, y pigmentos tales como el cinabrio. Las líneas finamente incisas se reunirían en los puntos de intersección, creando formas como triángulos, cuadrados y diamantes. Las formas se organizan en dos, tres o cuatro registros horizontales.
Algunos de ellos son generalmente decorados con diseños geométricos lujosos, pintados a mano, que siguen las técnicas tradicionales de la cerámica Pisac. Otros, sin embargo, pueden ser pintados con escenas narrativas que podrían ser acontecimientos históricos verdaderos. Muchas veces son solitarios, otras veces se encuentran junto con otros tipos de cerámica peruana. La producción del qiru alcanzó su apogeo entre el año 1000 y 1200 d.N.E., pero continuó después del contacto europeo. Los qirus se encuentran comúnmente en Moquegua, Perú. Existen qirus en exhibición en el Museo Contisuyo de Moquegua.
Los incas hacían estos vasos típicamente en pares idénticos, siguiendo la costumbre en la que se requieren dos personas para beber juntas, utilizando dos qirus con idéntico tamaño, forma y decoración. Estos pares se utilizan normalmente para tostadas en ceremonias y también fueron, al igual que los textiles, regalos que daban cuenta de la generosidad Inca.

## Contexto cultural
La producción de keros comenzó en el Período Intermedio Temprano (100-600 dC). Las culturas de los Andes se  entremezclaron a través de estas ceremonias y contribuyeron a una mayor estratificación de clases debido a su énfasis en la jerarquía y la autoridad. El qiru jugó un papel importante en estas ceremonias. La importancia política del kero se destaca por los enormes retratos de piedra que se pueden encontrar en el epicentro del centro imperial de Tiwanaku, Bolivia, que contienen representaciones de keros. Estos retratos son representaciones extravagantes de los fundadores políticos que ponen de relieve su estatus de élite a través de su ropa de lujo y la presencia de una bandeja de tabaco y un qiru en cada una de sus manos.

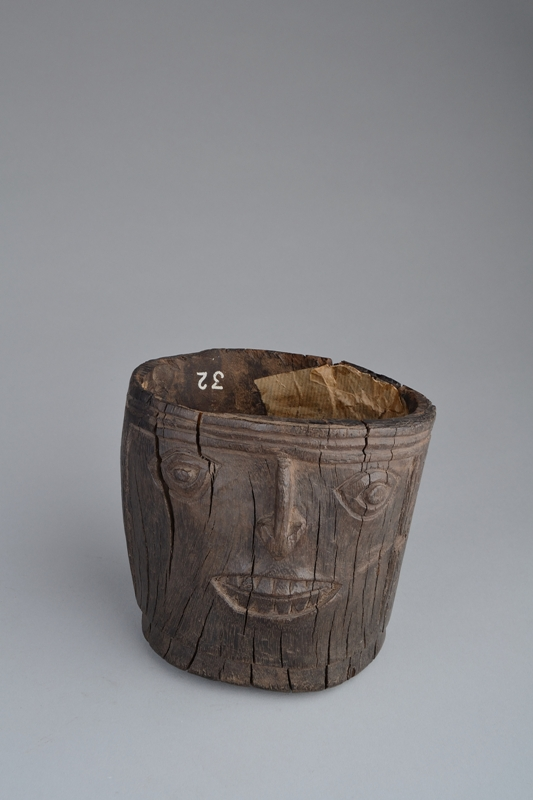
Raccolte Extraeuropee - PAM00032 - Perú - Cultura Huari.

También existe una fuerte conexión religiosa con el kero a través del uso de la Chicha, la cual fue una importante libación ritual y ofrenda en la antigua cultura Andina. La Chicha se sirve en qirus, y una versión especial copa del qiru estaba muy estrechamente relacionada con la "Ceremonia de Sacrificio" representada en la cerámica pintada Moche. Muchas representaciones del qiru muestran una planta de maíz que emerge del recipiente. Estas representaciones aluden al uso de qirus como un receptáculo/ofrenda Pan-andino para que la sangre recolectada se derramara sobre el terreno con el propósito de garantizar una temporada de cría exitosa. Los qirus utilizados para este fin son diferentes de los vasos de forma tradicional y son de metal en lugar de arcilla o madera.

## Historia

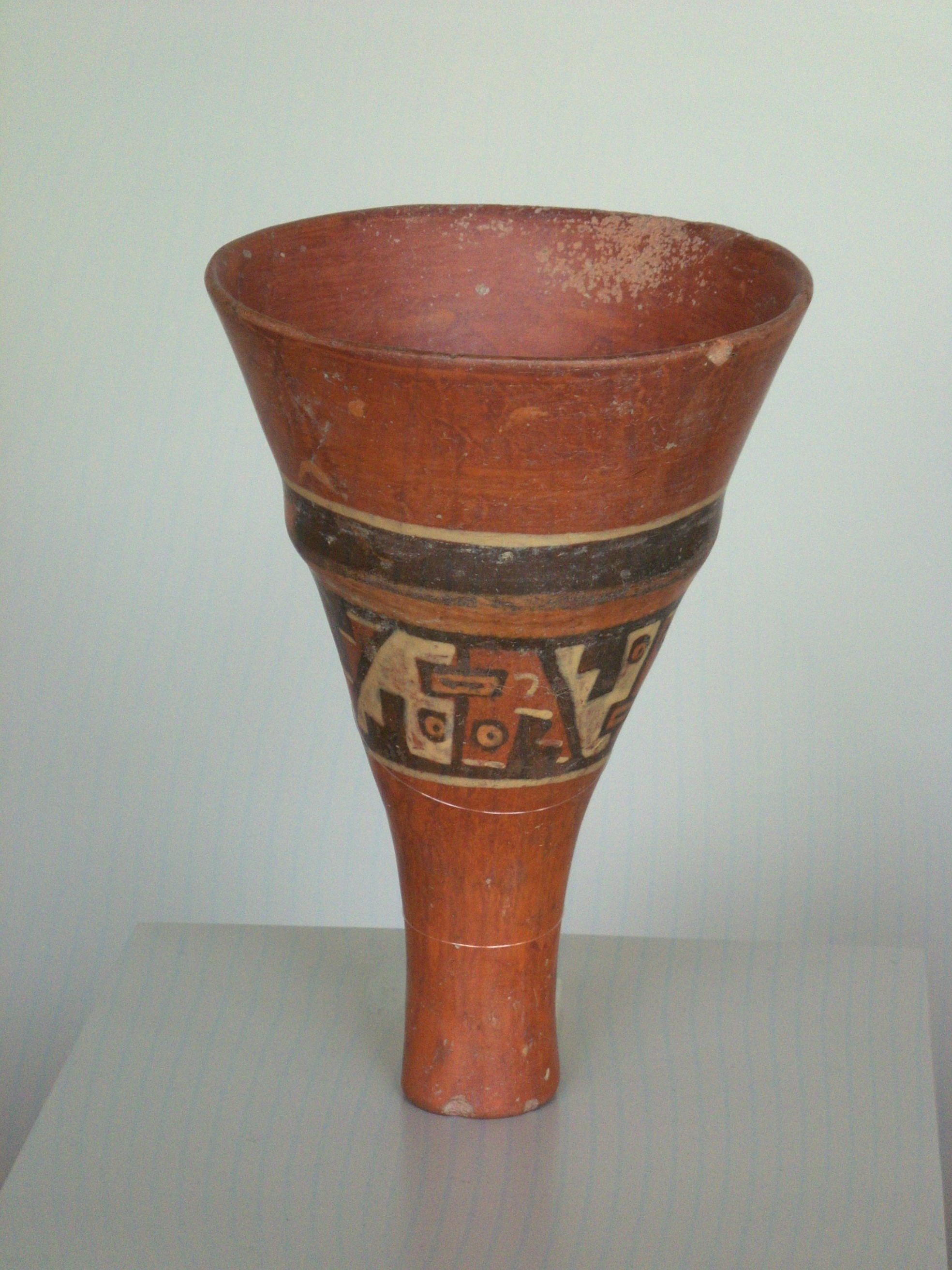
Vaso cerámico de la cultura Tiahuanaco.

Juzgando por los restos arqueológicos que se conocen, los primeros qirus fueron de la cultura Tiahuanaco y estaban hechos en un principio de barro y arcilla, posteriormente de cerámica, y finalmente los incas los hacían de oro muy trabajado y adornado. Se piensa que por su forma debió de haber sido un medio muy cómodo para servir un líquido y beber.

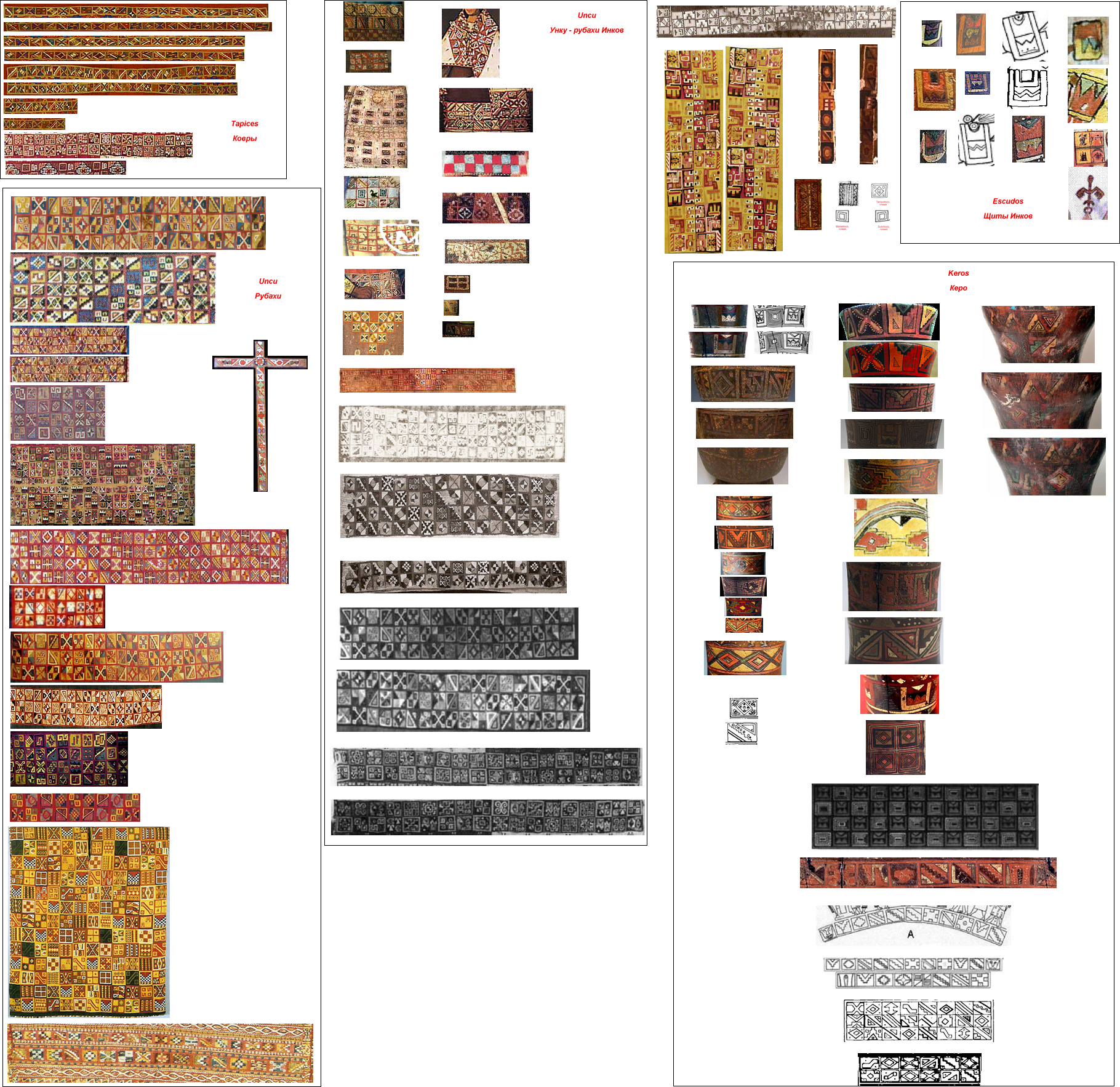
Tocapus de los Incas.

Si bien qiru, quero o kero significa madera y esta forma de vasija se confeccionaba principalmente en este material, también se hacían de arcilla. Eran decorados con colores brillantes (polícromos) predominando el rojo, anaranjado, blanco y negro, teniendo como adornos grecas y signos escalonados (motivos geométricos).
Los queros precolombinos tienen un origen Tiwanakota , su forma se origina y desarrolla con la preincaica cultura Tiahuanaco, quienes realizaban trabajos finos de queros en cerámica, se difunde en el estado vecino Huari y en algunas culturas de la costa peruana. Posteriormente la adoptan los Incas, que la desarrollan en forma creativa.
Los keros se confeccionaban a pares ya que por lo general un vaso era para un individuo y el otro para invitar a otra persona o deidad a beber juntas. Es factible que en los keros se siguieran las concepciones duales de lo femenino y lo masculino, presentando ligeras diferencias en el tamaño y atributos de diseños.